# Praon bicolour
Praon bicolour är en stekelart som beskrevs av Mackauer 1959. Praon bicolour ingår i släktet Praon, och familjen bracksteklar. Arten är reproducerande i Sverige.